# Пресидио (округ)
Округ Пресидио (англ. Presidio county) — округ штата Техас Соединённых Штатов Америки. На 2000 год в нем проживало 7304 человек. По оценке бюро переписи населения США в 2009 году население округа составляло 7470 человек. Окружным центром является город Марфа.

## История
Округ Пресидио был сформирован в 1850 году. Он был назван в честь Пресидио-дель-Норте, форта XVIII века и поселения на южном берегу Рио-Гранде.

## География
По данным бюро переписи населения США площадь округа Пресидио составляет 9988 км², из которых 9986 км² — суша, а 2 км² — водная поверхность (0,02 %).

### Основные шоссе
- Шоссе 67
- Шоссе 90
- Автострада 17

### Соседние округа
- Джефф-Дейвис  (север)
- Брустер  (восток)
- Мануэль-Бенавидес, Чиуауа, Мексика  (юг)
- Охинага, Чиуауа, Мексика  (юг)
- Гуадалупе, Чиуауа, Мексика (северо-запад)